# Longfossé
Longfossé – miejscowość i gmina we Francji, w regionie Hauts-de-France, w departamencie Pas-de-Calais.
Według danych na rok 1990 gminę zamieszkiwało 1218 osób, a gęstość zaludnienia wynosiła 119 osób/km² (wśród 1549 gmin regionu Nord-Pas-de-Calais Longfossé plasuje się na 500. miejscu pod względem liczby ludności, natomiast pod względem powierzchni na miejscu 312.).